# Весенние шелкопряды
«Весенние шелкопряды» (кит. трад. 春蠶, упр. 春蚕, пиньинь Chūncán, палл. Чюньцань) — немой кинофильм, снятый на кинокомпании Минсин в 1930-х годах. Является экранизацией новеллы Мао Дуня и считается одним из первых «левых» фильмов в Китае.

## Сюжет
Начало 1930-х, провинция Чжэцзян. Семья Бао Туна занимается разведением шелкопрядов и продажей шёлковых коконов, и прилагает гигантские усилия для того, чтобы шелкопряды были здоровее и более соответствовали запросам рынка, борясь при этом как с природой, так и с собственными суевериями. Против воли Бао Туна его собственный сын предпочитает заигрывать с Хэ Хуа — девушкой, которая, как считается, приносит несчастье. Чтобы отомстить за плохое отношение со стороны Бао Туна, Хэ Хуа выбрасывает пригоршню шелкопрядов в реку. Семья Бао Туна залезает в долги и пробует разные методы, чтобы производить высококачественные шёлковые коконы.
Отправляясь в ближайший городок для продажи шёлка Бао Тун обнаруживает, что все лавки закрыты, так как местные милитаристы ведут боевые действия между собой. Это вынуждает его отправляться дальше и, из-за жёсткой конкуренции, он вынужден продать шёлк по низкой цене. Бао Тун впадает в депрессию, так как тяжёлый труд его семьи оказался неоплаченным.

## В ролях
- Сяо Ин — Бао Тун
- Гун Цзянун — Сы
- Янь Юэсянь — жена Сы
- Гао Цяньпин — Бао Лю
- Ай Ся — Хэ Хуа
- Чжэн Сяоцю — Тоу Додо
- Ван Чжэнсинь — Ли Гэньшэн